# Kvalitetsmagasinet
Kvalitetsmagasinet är en facktidning för kvalitets- och verksamhetsutveckling. Tidningen skriver om de senaste rönen inom verksamhetsutveckling och ledarskap, nyheter inom kvalitetssystem med mera. Kvalitetsmagasinet ges ut av Pauser Media AB och utkommer sex gånger per år. Sajten Kvalitetsmagasinet.se uppdateras dagligen. Chefredaktör för Kvalitetsmagasinet är Kalle Anrell.